# Kitui
Kitui és una ciutat rural de Kenya, a la província de l'Est, situada a 180 quilòmetres a l'est de la capital, Nairobi. El 2019 tenia 29.062 habitants.